# Paula Alí
Paula Alí, född 1938 i Pinar del Río, Kuba, är en kubansk skådespelare.

## Filmografi (i urval)
- 1995 - Guantanamera
- 2001 - Nada
- 2004 - Leo et Julita